# Pyramid (альбом)
Pyramid (рус. Пирамида) — третий студийный альбом английской арт-рок-группы The Alan Parsons Project, изданный в 1978 году. Альбом был номинирован на премию «Грэмми» 1978 года в номинации «Лучшая продюсерская работа в жанре современной музыки». Основной темой альбома стала Великая пирамида Гизы и древнеегипетская культура, находившиеся в США и Великобритании в те годы на пике популярности. Также в этом альбоме ощущается влияние возникшей в те же годы новой волны.
Композиции «Pyramania» и «Can’t Take It with You» присутствовали на лицензионной пластинке-компиляции лучших композиций, выпущенной в СССР в 1986 году, композиция «Hyper-Gamma-Spaces» в период с 1982 по 1986 год была узнаваемой заставкой в трансляциях коротковолновой радиостанции Superrock KYOI, вещавшей круглосуточные программы с американским Топ-40 на территорию бывшего СССР, Японию и Австралию.

## Список композиций
Все композиции написаны Аланом Парсонсом и Эриком Вулфсоном.
Сторона 1
1. Voyager (2:24) (инструментальная композиция)
2. What Goes Up… (3:31) (вокал — Дэвид Патон и Дин Форд)
3. The Eagle Will Rise Again (4:20) (вокал — Колин Бланстоун)
4. One More River (4:15) (вокал — Ленни Закатек)
5. Can’t Take It with You (5:06) (вокал — Дин Форд)

Сторона 2
1. In the Lap of the Gods (5:27) (инструментальная композиция)
2. Pyramania (2:45) (вокал — Джек Харрис)
3. Hyper-Gamma-Spaces (4:19) (инструментальная композиция)
4. Shadow of a Lonely Man (5:34) (вокал — Джон Майлз, бэк-вокал — Колин Бланстоун)

2008 Bonus Tracks
1. Voyager/What Goes Up/The Eagle Will Rise Again (инструментальная версия) (8:55)
2. What Goes Up/Little Voice (ранняя демоверсия) (4:07)
3. Can’t Take It With You (ранняя демоверсия) (1:45)
4. Hyper-Gamma-Spaces (демоверсия) (2:21)
5. The Eagle Will Rise Again (альтернативная инструментальная минусовка) (3:20)
6. Hyper-Gamma-Spaces (Part I) (демоверсия) (3:14)
7. Hyper-Gamma-Spaces (Part II) (ранняя минусовка) (1:56)

## Участники записи
- Иэн Бэрнсон[англ.] — акустическая гитара, электрогитара
- Джон Майлз — вокал
- Колин Бланстоун — бэк-вокал
- Ленни Закатек — вокал
- Стюарт Эллиот — перкуссия, ударные
- Алан Парсонс — сведение, продюсирование
- Дэвид Патон[англ.] — бас-гитара, вокал
- Джек Харрис — вокал
- Фил Кензи — саксофон
- Эрик Вулфсон — клавишные
- Данкан Маккей — клавишные
- Дин Форд — вокал
- Эндрю Пауэлл — аранжировка

## Позиции в хит-парадах
Годовые чарты:
| Хит-парад (1978)                   | Позиция |
| ---------------------------------- | ------- |
| Новая Зеландия (Recorded Music NZ) | 18      |
| Хит-парад (1980)                   | Позиция |
| ФРГ (Offizielle Top 100)           | 32      |